# Przełęcz Kłuchorska
Przełęcz Kłuchorska (gruz. ქლუხორის უღელტეხილი, ros. Клухорский перевал)– przełęcz w głównym paśmie Kaukazu na granicy Abchazji i Rosji; wysokość 2781 m n.p.m.